# Albert Bauwens
Pour les articles homonymes, voir Bauwens.
Albert Bauwens, né le 26 novembre 1861 à Saint-Josse-ten-Noode et décédé le 4 juin 1950 à Etterbeek fut un homme politique belge libéral.
Il fut notaire; élu conseiller communal de Bruxelles et sénateur de l'arrondissement de Bruxelles dès 1919.